# 기세춘
기세춘(奇世春, 1933년~2022년 5월 6일)은 대한민국의 재야운동가이자 한학자이다.
본관은 행주고, 호는 묵점(墨店)이다. 그는 제자백가 중 한 명인 묵자(墨子)를 국내에서 처음으로 완역한 학자로, 동양사상과 민주화·통일 운동을 접목시켜 민주화운동에 영향을 일으켰다.
1933년 전라북도 정읍에서 태어났다. 조선 선조 때 성균관 대사성을 역임한 기대승의 15대손이며, 조부는 의병활동을, 부친은 항일운동을 했다. 일본학교에 다니는 대신 서당에서 사서삼경 등 한학수업을 받다가 나중에 초등학교 5학년으로 편입하였다. 전주사범학교를 졸업하고 전남대학교 법과대학에 입학했으나, 4.19혁명에 적극가담하고, 5.16이 일어나자 입산했다.
서울시에 근무하면서 1963년 동학혁명연구회를 창립, 후진국개발론, 통일문제를 연구했다. 1968년 통일혁명당 사건에 연루되어 신영복 교수 등과 함께 조사를 받았으나 기소유예로 판결을 받아 옥살이를 하지 않았다.
이후 대전에서 작은 기계공장을 운영하며 사출기, 자동포장기 등을 설계, 제작하며, '평화통일연구회' '사월혁명연구회' '전북민주동우회' '평화와 통일을 여는 사람들' '국민화합운동연합' 등에서 사회운동을 했다.
동서양의 철학에 몰입하여 다수의 번역서, 해설서를 냈다.
그의 딸 기모란은 코로나 방역의 사령탑이 되었다.

## 저서
- 묵자 - 천하에 남이란 없다, 1992년
- 예수와 묵자, 문익환 공저, 1994년
- 중국역대시가선집, 신영복 공저, 1994년
- 주체철학 노트, 1997년
- 신세대를 위한 동양사상 새로 읽기 - 유가, 묵가, 도가, 주역, 2002년
- 동양고전 산책 1,2권, 2005년
- 장자, 2006년
- 장자(완역), 2007년
- 성리학 개론 2007년
- 노자 강의, 2008년
- 묵자, 2009년
- 논어 강의, 2010년